# Esporte Clube Sírio
O Esporte Clube Sírio é um clube esportivo, recreativo e social, e foi fundado como clube de futebol em 14 de julho de 1917 na cidade São Paulo. É um dos mais tradicionais clubes do país, e suas cores são vermelho e branco. Seu departamento de futebol para disputas oficiais foi desativado em 1935.

## História
Vendo o sucesso dos clubes de outras colônias, era fundado, em 14 de julho de 1917, o Esporte Clube Sírio, que começou com uma festa. Jovens imigrantes sírios e libaneses comemoravam, neste dia, o aniversário de Milhem Simão Racy, num quarto de pensão na Rua Augusta, e lhe deram de presente a primeira presidência do então batizado "Sport Club Syrio". Pouco tempo depois, foi alugado um conjunto em um prédio na Rua do Comércio, que serviu como sede até 1920.
Nos primeiros tempos, o Sírio tinha como principal objetivo a prática de esportes, promovendo suas atividades nos clubes Germânia (atual Pinheiros) e o Floresta (atual Espéria). O primeiro treino de futebol, em 12 de agosto de 1917, aconteceu na Companhia Antártica, hoje Parque Antártica. Em setembro do mesmo ano foi instituído o distintivo do clube, com o monograma utilizado até a década de 70. Em 20 de janeiro de 1918 o time fez seu primeiro jogo oficial no Clube Floresta. Apesar de ter perdido na estreia (3x2) para o time dos Cronistas Esportivos, levantou, naquele ano, o campeonato da 2ª divisão de futebol. O Sírio disputou 14 Campeonato Paulista de Futebol de (1931 a 1934) na primeira divisão e (1918 a 1920) na segunda divisão.
São Paulo cresceu de forma impressionante, novos bairros se formaram, muitas famílias e outros clubes transferiram-se para zona sul da cidade. O Sírio não foi exceção. Sua antiga sede de campo, na Rua São Jorge, foi vendida ao Sport Club Corinthians. Depois, sua pujança levou a diretoria a vender a sede da Ponte Pequena, em 1949, e com o apoio de um grupo de sócios abnegados, a adquirir vários lotes de terreno no "Caminho do Aeroporto" para abrigar o novo Esporte Clube Sírio, com espaço suficiente para atender ao crescente número de associados. As obras do primeiro prédio no novo endereço na Avenida Indianópolis tiveram início em 1950. O primeiro Plano Diretor, elaborado pelo arquiteto Ícaro de Castro Mello, com a participação de Roberto Burle Marx traçou a forma atual do Clube, na época apelidado de "A jóia do Aeroporto".
Esforço e dedicação de diretores e associados, com decisivo suporte de grandes beneméritos, fizeram do Sírio um patrimônio respeitável. As conquistas esportivas sucederam-se, especialmente as das equipes de basquete, culminando com a conquista do Campeonato Mundial Interclubes em 1979, com a grande equipe liderada por Oscar, Marcel e Marquinhos. Um título que certamente motivou muitos outros jovens dentro e fora do Sírio para a saudável prática esportiva. Este troféu mundial de basquete está representado em uma das estrelas amarelas no atual emblema do clube. A segunda estrela é mérito do tenista William Kiriakos, associado vencedor do mundial infantil, em 1982.
Em 2000, o Esporte Clube Sírio concretizou mais uma importante etapa da sua brilhante história inaugurando o prédio da nova sede, incorporando mais 11.000m² à sua área construída. Hoje, com 8.000 associados e profundamente integrado à vida paulistana, o Esporte Clube Sírio faz parte da elite dos clubes socioculturais e esportivos de São Paulo. Ocupa 56 mil metros quadrados em localização privilegiada, com ampla praça esportiva e imponente sede social e uma completa infra-estrutura para eventos, figurando como importante referência na vida social da capital paulista, oferecendo o que há de mais moderno em matéria de lazer, cultura e esporte para todos as idades e, ao mesmo tempo, cultuando a preservação das tradições, dos costumes e da hospitalidade árabe no Brasil.

##### Prática Esportiva
O Esporte Clube Sírio, oferece uma ampla gama de modalidades esportivas para seus associados. Dentre as opções, destacam-se o basquetebol, modalidade que o clube possui grande tradição e reconhecimento, o futebol, tanto de campo quanto de salão, a natação, com diversas piscinas e programas para todas as idades, e o tênis, com quadras e aulas para iniciantes e avançados. Além disso, o clube oferece atividades como Beach Tennis, Pickeball, Vôlei, bocha, ginástica, artes marciais, dança, pilates e musculação.

## Títulos

### Futebol
- Campeonato Paulista - Série A2: 4 vezes (1920, 1936, 1938 e 1939).

### Basquete masculino
| Mundiais     | Mundiais                                    | Mundiais | Mundiais                                         |
|              | Competição                                  | Títulos  | Temporada                                        |
| ------------ | ------------------------------------------- | -------- | ------------------------------------------------ |
|              | Campeonato Mundial Interclubes              | 1        | 1979                                             |
| Continentais |                                             |          |                                                  |
|              | Competição                                  | Títulos  | Temporada                                        |
|              | Campeonato Sul-Americano de Clubes Campeões | 8        | 1961, 1968, 1970, 1971, 1972, 1978, 1979 e 1984  |
| Nacionais    |                                             |          |                                                  |
|              | Competição                                  | Títulos  | Temporada                                        |
| Brasil       | Campeonato Brasileiro                       | 7        | 1968, 1970, 1972, 1978, 1979, 1983 e 1988-89     |
| Estaduais    |                                             |          |                                                  |
|              | Competição                                  | Títulos  | Temporada                                        |
| São Paulo    | Campeonato Paulista                         | 7        | 1959, 1962, 1967, 1970, 1971, 1978 e 1979        |
| São Paulo    | Campeonato Paulistano                       | 8        | 1959, 1960, 1961, 1962, 1963, 1971, 1973, e 1977 |

### Outros torneios
- Campeonato Paulista de Aspirantes da Capital: 7 vezes (1952, 1957, 1958, 1959, 1960, 1961, 1962).
- Torneio de Preparação do Campeonato da Grande São Paulo - FPB: 5 vezes (1959, 1961, 1962, 1965 e 1976).
- Torneio Início de Aspirantes da Capital: 4 vezes (1959, 1963, 1966 e 1967).
- Campeonato Paulista da Divisão Especial da Grande São Paulo: 2 vezes (1986 e 1987).
- Torneio Quadrangular Dr. Luiz Fernando de Almeida: 1969.
- Torneio Almirante Maurílio Magalhães Fonseca: 1972.
- Torneio Inconfidência Mineira: 1976.
- Torneio Internacional do 21º Aniversário do Kuwait: 1982.
- Torneio Internacional de Bahrein: 1982.
- Torneio Preparação da Divisão Especial: 1984.
- Torneio Internacional da Bolívia: 1986.
- Torneio Início do Paulista: 1992.

## Campanhas de destaque (basquete masculino)
- Vice-campeão do Campeonato Mundial Interclubes: 2 vezes (1973 e 1981)
- Vice-campeão do Campeonato Sul-Americano de Clubes Campeões: 1980.
- Vice-campeão do Campeonato Brasileiro: 4 vezes (1969, 1971, 1981 e 1987).
- Vice-campeão do Campeonato Paulista: 8 vezes (1961, 1963 1968, 1969, 1977, 1983, 1986 e 1988).